# Valódi szövetes állatok
A valódi szövetes állatok (Eumetazoa) egy klád, amely minden nagyobb állatcsoportot magába foglal a szivacsok kivételével. Jellemzőjük, hogy valódi szöveteik vannak, amik csíralemezekbe szerveződnek, és hogy embriójuk keresztülmegy a bélcsíra (gastrula) állapoton. A kládba majdnem minden esetben belefoglalják a Ctenophora, Cnidaria és Bilateria csoportokat. A Placozoa idesorolása vitatott.
Egyes filogenetikusok feltételezték, hogy a szivacsok és a valódi szövetes állatok egymástól függetlenül fejlődtek ki egysejtű élőlényekből, ami azt jelentené, hogy az állatok országa nem alkot kládot. Genetikai vizsgálatok és néhány morfológiai sajátosság, például a galléros-ostoros sejtek jelenléte mindkét csoportban, közös eredetüket támasztják alá.
Lynn Margulis és K. V. Schwartz „öt ország”-osztályozásában az Eumetazoa az állatok legnagyobb csoportja. Idetartozik minden állat a szivacsok és a Placozoa kivételével. Két alcsoportja a Radiata és a Bilateria. Formális taxonként az Eumetozoát általában alországként kezelik. Néha a Metazoa név is használatos a csoportra, de ez alatt sokszor az egész Animalia országot értik. Sok osztályozásban egyáltalán nincs Eumetazoa alország.

## Evolúciós eredetük
A molekuláris órák egy fajtája és a fosszíliák egy értelmezése alapján a valódi szövetes állatok az ediakara időszakban alakulhattak ki. A legkorábbi eumetazoákból valószínűleg nem maradt értékelhető fosszília, és a molekuláris órák egy másik interpretációja is azt sugallja, hogy jóval korábban fejlődhettek ki. A Vernanimalcula felfedezői olyan kétoldali szimmetriájú, három csíralemezes (triploblasztikus) állatként írják azt le, amely egy cryogenium (jegesedés) végén, tehát még az ediakara időszak előtt élt. Ez a valódi szövetes állatok még korábbi kialakulásának lehetőségét vetíti előre.

## Közös jellemzőik
Sejtjeik (a szivacsokéitól eltérően) valódi szövetekbe szerveződnek, és e szövetekből szervek, szervrendszerek alakulnak ki. Hámszöveti sejtjeiket az alattuk lévő szövetektől alaphártya (bazális membrán) választja el. Külön, a többi sejttípustól különböző ideg- és izomsejtjeik vannak. Egyedfejlődésük során valamennyien átmennek a bélcsíra- (gasztrula) állapoton. Az Eumetazoa kládon belül két fő ágat különítenek el:

## Főbb csoportjaik
1. A valódi szövetes állatok legősibb állapotban fennmaradt képviselői a bordásmedúzák (Ctenophora). Ezek szimmetriája kétsugaras (biradiális). Ezeknek a kizárólag tengerekben élő ragadozóknak az úszólemezei csillók összenövéséből alakultak ki.
2. Az összes többi valódi szövetes állat a Parahoxozoa kládba tartozik, amelynek nevei arra utal, hogy valamennyi tagjában megtaláljuk az egyedfejlődésükben kulcsszerepet játszó HOX és ParaHox gének. A ParaHoxozoa csoportjai:
  1. A korongállatkák (Placozoa) másodlagosan leegyszerűsödött, mindössze néhány ezer sejtből felépülő aszimmetrikus szervezetek. Első – és több mint egy évszázadig egyetlen – ismert recens fajuk a korongállatka (Trichoplax adhaerens), de 2018-tól további fajokat fedeztek fel, elsőként a Hoilungia hongkongensist.[5]
  2. A korongállatkák testvércsoportja a csalánozóké (Cnidaria). Ezek sugaras (radiális) szimmetriájú vízi (nagyrészt tengeri) ragadozók. Specialitásaik a zsákmányejtést és a védekezést egyaránt szolgáló csalánsejtek (cnidociták). Rendszerint nemzedékváltással szaporodnak úgy, hogy ivarosan szaporodó, szabadon úszó medúzaalak és ivartalanul (bimbózással) szaporodó, gyakran helytülő (szesszilis) és telepes polipalak váltja egymást.
  3. A ParaHoxozoa legfajgazdagabb ága a kétoldali szimmetriájú állatoké (Bilateria). Ezek neve arra utal, hogy elsődleges szimmetriájuk kétoldali (bilaterális), azaz testük hossztengelyén keresztül egy és csak egy olyan sík fut, amely a testet két egyenlő, egymással nagyjából tükörszimmetrikus (jobb és bal oldali) részre osztja. Elkülöníthető testük elülső vagy feji (kraniális), illetve hátulsó vagy farki (kaudális) vége, megkülönböztethető annak hát- (dorzális) és hasi (ventrális) oldala. Triploblasztikus szerveződésű állatok, azaz egyedfejlődésük elején az ekto- és az endoderma között kialakul egy harmadik sejtréteg (csíralemez), a mezoderma; testük tehát három csíralemezből fejlődik ki. Szervezetükben megjelenik a szövetek mind a négy alaptípusa (hámszövet, kötő-, illetve támasztószövet, izomszövet, idegszövet).

A nem a Bilateriába tartozó állatokat összefoglaló néven gyakran nevezik bazális állatcsoportoknak.

## Fordítás
- Ez a szócikk részben vagy egészben  az   Eumetazoa című angol Wikipédia-szócikk ezen változatának fordításán alapul.  Az eredeti cikk szerkesztőit annak laptörténete sorolja fel. Ez a jelzés csupán a megfogalmazás eredetét és a szerzői jogokat jelzi, nem szolgál a cikkben szereplő információk forrásmegjelöléseként.